# Raorchestes munnarensis
Raorchestes munnarensis là một loài ếch trong họ Rhacophoridae đặc hữu của Ấn Độ.
Môi trường sống tự nhiên của chúng là các khu rừng trước đây bị suy thoái nặng nề. Chúng bị đe dọa mất môi trường sống do tác động của con người.